# タノムサク・シスボーベー
タノムサク・シスボーベー（Thanomsak Sithbaobay、1965年1月8日 - ）は、タイの元プロボクサー。マハーサーラカーム県出身。元OPBF東洋太平洋フライ級王者。キャリア晩年にはリングネームをカオヤイ・マハサラカムとした。
WBA世界スーパーフライ級1位になり、鬼塚勝也との試合で2度も互角に渡り合いながら、僅差で敗れ、遂に世界王座に付くことはなく引退したことから「無冠の帝王」と呼ばれた。

## 来歴
1985年6月10日、プロデビュー。
1986年7月15日、デビュー9戦目でタイフライ級王座決定戦で判定勝ちで王座を獲得した。
1986年10月15日、デビュー11戦目でOPBF東洋太平洋フライ級王座決定戦に出場し、アンブリ・サヌシ（インドネシア）に4回KO勝ちで王座を獲得。以後、1度の防衛に成功した。
1987年5月3日、2度目の防衛戦で松村謙二と対戦し、1-2の判定負けで王座から陥落、キャリア初黒星となった。この採点結果にタノムサク陣営が抗議するなど、地元判定ではないかとの議論が持ち上がった。
1990年11月29日、WBA世界バンタム級王者ルイシト・エスピノサと対戦するが、0-3の判定負けで王座獲得に失敗した。
1992年4月10日、WBA世界スーパーフライ級王座決定戦で鬼塚勝也と対戦。クリーンヒットで上回り、前半に鬼塚の右目上をカットさせるなどしたが、6回以降の採点で巻き返され、僅差の0-3の判定負けで王座獲得に失敗した。しかし、この判定結果に不満のファンから抗議が殺到。会場内でも協栄側に有利な恣意的判定だとし、「協栄マジック」「協栄判定」との声が上がり、控え室に引き上げるタノムサクに観客が「You are Champ」と、声を掛ける等の光景が見られた。また、多くの関係者もスポーツ紙や専門誌で疑問を呈するなど、「疑惑の判定」として大いに物議を醸した。
1993年11月5日、鬼塚と1年7か月ぶりに再戦し、0-3の判定負けで返り討ちにされ、3度目の世界王座挑戦に失敗した。この採点にも、翌日のデイリースポーツ紙上で矢尾板貞雄が異を唱えるなど、またもや疑惑の判定との声が多く聞かれた。
1996年5月6日、バンコクでシリモンコン・シンワンチャーとWBC世界バンタム級挑戦者決定戦を行い、3回KO負けを喫しウェイン・マッカラーへの挑戦権獲得に失敗した。
1998年8月9日、千里馬哲虎と対戦し、4回TKO負けを喫し、この試合を最後に引退した。

## 獲得タイトル
- 第17代OPBF東洋太平洋フライ級王座（防衛1）